# Cluster Edge
Cluster Edge (クラスターエッジ, Kurasutā Ejji) és una sèrie d'anime creada per Sunrise, i que tracta al voltant d'uns estudiants que assisteixen a una escola de prestigi.